# The Manhattan Transfer
The Manhattan Transfer is een in 1972 opgerichte Amerikaanse zanggroep. Het kwartet schreef in 1981 muziekgeschiedenis, toen ze zowel een Grammy Award voor jazz alsook voor pop kregen (pop voor Boy from NY City, jazz voor Until I Meet You). De naam Manhattan Transfer gaat terug op de gelijknamige roman van John Dos Passos.

## Bezetting
- Tim Hauser (New York), 1941 - 2014)
- Janis Siegel (Brooklyn, 1952) (alt)
- Alan Paul (geb. 23 november 1949) (tenor)
- Cheryl Bentyne (geb. 1954, lid sinds 1979)
- Trist Curless (bas), vervanger van Tim Hauser

- Erin Dickins
- Laurel Massé
- Margaret Dorn
- Marty Nelson
- Pat Rosalia

## Geschiedenis
Tim Hauser reed wegens gebrek aan engagementen taxi. Tijdens een rit ontmoette hij (in het oprichtingsjaar) het oprichtingslid Laurel Massé, die echter in 1978 wegens een auto-ongeval afscheid nam van de groep en werd vervangen door Cheryl Bentyne. Hauser, die sinds 1959 als zanger werkte, had al in 1969 een formatie gevormd met de naam Manhattan Transfer, die ook het album Jukin'  in 1979 had gepubliceerd. Aangezien de bezetting uitgezonderd Hauser volledig anders was, werd dit album in het algemeen niet toegeschreven aan The Manhattan Transfer.
Een beroemd voorbeeld voor hun artistieke a capella-zangstijl was de groep Lambert, Hendricks & Ross rond Jon Hendricks uit de jaren 1950. De prikkels voor hun songs haalden ze uit de meest verschillende bereiken van de jazz- en popcultuur.
Kort na het verschijnen van hun eerste album in 1975 werden ze uitgenodigd in de CBS-show Live. Het album Coming Out uit 1976 bevatte onder andere een nieuwe versie van de song Chanson d'Amour (in 1957 al gezongen door Art And Dotty Todd), die in 1977 in het Verenigd Koninkrijk en Australië de toppositie opeiste en die de top 10 haalde in Duitsland, Noorwegen en Nederland (Alarmschijf in 1976) .
Het album Extensions met hun toekomstige herkenningsmelodie Birdland kreeg in 1981 een Grammy Award in de categorie «Best Jazz Fusion Performance». Er volgde respectievelijk een Grammy in de categorie «Pop» voor The Boy from New York City en in de categorie «Best Jazz Performance, Duo or Group» voor Until I Met You (Corner Pocket). In 1982 kwam er een verdere Grammy in de categorie «Best Jazz Vocal Performance, Duo or Group» voor de coverversie van de song Route 66, die ook werd gebruikt in de film Sharky's Machine met Burt Reynolds, maar verscheen echter pas in 1985 op de lp Bop Doo Wopp. In 1983 werd The Manhattan Transfer weer onderscheiden met een Grammy in de categorie «Jazz» met de song Why Not. Het door de critici als beste beoordeelde album Vocalese uit 1985 werd genomineerd voor 12 Grammy's, waarvan ze er twee kregen met een in de categorie «Best Jazz Vocal Performance, Duo or Group» en een in de categorie «Best Arrangement for Voices». Brasil kreeg een Grammy in de categorie «Pop», Sassy in 1992 een verdere jazz-Grammy. Trist Curless verving in 2014 de in hetzelfde jaar overleden Tim Hauser.

## Onderscheidingen
- Grammy Awards 1981: voor het nummer Birdland (beste jazz-fusion-vertolking, zang of instrumentaal)
- Grammy Awards 1982: voor het nummer Until I Met You (Corner Pocket) (beste jazz-zangvertolking, duo of groep)
- Grammy Awards 1982: voor het nummer Boy from New York City (beste vertolking van een duo of groep met zang – pop)
- Grammy Awards 1983: voor het nummer Route 66 (beste jazz-zangvertolking, duo of groep)
- Grammy Awards 1984: voor het nummer Why Not! (Manhattan Carnival) (beste jazz-zangvertolking, duo of groep)
- Grammy Awards 1986: voor het album Vocalese (beste jazz-zangvertolking, duo of groep)
- Grammy Awards 1989: voor het album Brasil (beste vertolking van een duo of groep met zang – pop)
- Grammy Awards 1992: voor het nummer Sassy (beste eigentijdse jazzvertolking)

## Discografie

### Singles
- 1970: Rosianna (met Gene Pistilli)
- 1971: Winterlude (met Gene Pistilli)
- 1975: Clap Your Hands
- 1975: Java Jive
- 1975: Operator / Tuxedo Junction (origineel: The Friendly Brothers, 1959)
- 1976: Blue Champagne
- 1976: Cuentame (The Speak Up Mambo)
- 1976: Helpless
- 1976: Tuxedo Junction / Operator (origineel: Erskine Hawkins & His Orchestra, 1939)
- 1977: Don't Let Go (origineel: Roy Hamilton, 1957)
- 1977: Gloria
- 1977: Chanson d'Amour (origineel: Art & Dottie Todd, 1957)
- 1978: Ich küsse ihre Hand, Madame (I Kiss Your Hand, Madam)
- 1978: Live Medley
- 1978: On a Little Street in Singapore (origineel: Frank Sinatra & Harry James Orchestra, 1939)
- 1978: Where Did Our Love Go / Je voulais te dire (originelen: The Supremes, 1964 / Michel Jonasz, 1976)
- 1978: Who, What, When, Where, Why
- 1978: Walk in Love (origineel: David Batteau, 1976)
- 1979: Birdland
- 1980: Coo Coo U
- 1980: Nothin' You Can Do About It
- 1980: Trickle Trickle
- 1980: Twilight Zone – Twilight Tone
- 1981: (Wanted) Dead or Alive
- 1981: Smile Again
- 1981: Spies in the Night
- 1981: Boy from New York City (origineel: Cannibal & the Headhunters, 1965)
- 1982: Route 66 (van de soundtrack van de film Sharky's Machine) (original: The King Cole Trio, 1946)
- 1983: American Pop (feat. Frankie Valli)
- 1983: This Independence
- 1983: Spice of Life
- 1984: Baby Come Back to Me (The Morse Code of Love) (origineel: The Capris, 1982)
- 1984: Mystery
- 1985: Ray's Rockhouse
- 1987: Soul Food to Go
- 1988: The Zoo Blues (Dance Mix)

### Albums
- 1971: Jukin' (met Gene Pistilli; Capitol)
- 1975: The Manhattan Transfer
- 1976: Coming Out
- 1978: Live (opgenomen in Manchester, Bristol en Hammersmith Odeon London in april/mei 1978)
- 1978: Pastiche
- 1979: Extensions (opgenomen in de Dawnbreaker Studio, San Fernando)
- 1981: Mecca for Moderns (opgenomen in de Dawnbreaker Studio, San Fernando)
- 1983: Bodies and Souls
- 1984: Bop Doo-Wop (livealbum)
- 1984: Man-Tora!: Live in Tokyo (opgenomen op 22/23 november 1983; Rhino)
- 1985: Vocalese
- 1987: Brasil
- 1987: The Manhattan Transfer Live (opgenomen in het Nakano Sun Plaza Hotel, Tokio op 20/21 februari 1986)
- 1991: The Offbeat of Avenues (feat. Jeff Porcaro, Mark Isham)
- 1992: The Christmas Album (feat. Tony Bennett)
- 1994: The Manhattan Transfer Meets Tubby the Tuba (met The Naples Philharmonic en Tommy Johnson; Summit Records)
- 1995: Tonin' (met Frankie Valli, Felix Cavaliere, Bette Midler, Laura Nyro, Smokey Robinson, Phil Collins, Chaka Khan, Ben E. King, Ruth Brown und B. B. King
- 1997: Swing (Atlantic)
- 2000: The Spirit of St. Louis (Atlantic)
- 2003: Couldn't Be Hotter (Telarc)
- 2003: Got Swing! (Erich Kunzel en Cincinnati Pops Orchestra met The Manhattan Transfer, John Pizzarelli en Janis Siegel; Telarc Surround)
- 2004: An Acapella Christmas (Rhino)
- 2004: Vibrate (Telarc Jazz)
- 2006: The Symphony Sessions (opgenomen van 3 tot 7 maart 2006; King)
- 2009: The Chick Corea Songbook (4Q)

### Compilaties
- 1982: The Best of The Manhattan Transfer
- 1995: The Very Best of The Manhattan Transfer
- 1972: A Touch of Class
- 1982: Close Harmony (2 lp's)
- 1988: The Best Of
- 1992: The Manhattan Transfer Anthology – Down in Birdland
- 1997: Boy from New York City & Other Hits
- 2006: The Definitive Pop Collection
- 2006: Rhino Hi-Five: The Manhattan Transfer
- 2007: Platinum Collection
- 2008: Only the Best of The Manhattan Transfer
- 2009: Original Album Series (Box met 5 CDs)
- 2011: Chanson d'amour – The Very Best of The Manhattan Transfer

### Videoalbums
- 1982: In Concert
- 1985: In Vocalese
- 1987: Vocalese Live 1986
- 1988: The Singles 1
- 1991: Vocalese
- 2006: The Christmas Concert
- 2008: Christmas with Manhattan Transfer

### NPO Radio 2 Top 2000
| Nummer met noteringen in de NPO Radio 2 Top 2000 | '99  | '00 | '01  | '02  | '03  |
| ------------------------------------------------ | ---- | --- | ---- | ---- | ---- |
| Chanson d'Amour                                  | 1156 | -   | 1933 | 1242 | 1977 |

1. ↑  Een '-' betekent dat het nummer niet was genoteerd en een vetgedrukt getal geeft de hoogste notering aan.
2. ↑  Deze tabel is bijgewerkt tot en met de laatste editie (2024).